# Vier etudes voor piano (Prokofjev)
Vier etudes voor piano, opus 2 is een verzameling etudes voor piano geschreven door de Russische componist Sergej Prokofjev in het jaar 1909.
1909 was het jaar waarin Prokofjev zijn compositielessen afsloot aan het Konservatorija im. N.V.Rimskogo-Korsakova. De leraren konden Prokofjevs composities maar weinig waarderen en Prokofjev dreef zijn leraren tot wanhoop door maar niet op een klassieke manier te componeren. In 1909 vervolgde Prokofjev zijn pianostudie bij Anna Esipova en Nikolai Tsjerepnin.

## De compositie
Het opusnummer bestaat uit vier delen:
1. Etude in d mineur
2. Etude in e mineur
3. Etude in c mineur
4. Etude in c mineur

De Etude in d mineur, een allegro is opgebouwd uit een lange rij akkoorden welke een duur van een zestiende tel hebben. Hierboven komt een wiegende melodie.